# غولدن فرينكز
غولدن آسرو فرينكز (بالإنجليزية: Golden Frinks)‏ (15 أغسطس 1920 – 19 يوليو 2004) ناشط في مجال الحقوق المدنية الأمريكية وسكرتير ميداني في مؤتمر القيادة المسيحية الجنوبي مثّل مفوضية برن بولاية كارولاينا الشمالية. اشتهر كمنظم رئيسي لحركة المطالبة بالحقوق المدنية في ولاية كارولينا الشمالية خلال الستينيات من القرن الماضي مكتسبًا سمعة «المحرض العظيم»، لأنه سُجن 87  مرة خلال حياته.
كان فرينكز من المحاربين القدامى في جيش الولايات المتحدة الذي قاتل في الحرب العالمية الثانية وعمل في القاعدة البحرية الأمريكية في نورفولك، فرجينيا. بعد مسيرته العسكرية، بدأ الترويج للمساواة للأميركيين الأفارقة من خلال المظاهرات المنظمة. حققت مشاركة فرينكز في حركة المطالبة بالحقوق المدنية بعض المكاسب للحقوق المدنية في ولاية كارولينا الشمالية، كما كان نضاله اللاعنفي لكن المباشر محفزًا لحركات الحقوق المدنية في إدينتون والمدن القريبة.
بعدما أصبح سكرتيرًا ميدانيًا في مؤتمر القيادة المسيحية الجنوبي، بنى فرينكز علاقة وثيقة مع مارتن لوثر كينغ على تنظيم تحركات تنادي بإنهاء التمييز والفصل العنصريين وفاة كينغ عام 1968. بدأت أعمالُ فرينكز سكرتيرًا ميدانيًا كما أفعاله المباشرة ضد جيم كرو حقبةً جديدة لحركة الحقوق المدنية في ولاية كارولينا الشمالية وإلغاء التمييز العنصري في الجنوب.

## النشأة
وُلد غولدن آسرو فرينكز لمارك وكيزي فرينكز في 15 أغسطس من العام 1920 في بلدة صغيرة بولاية كارولاينا الجنوبية تدعى وأمبي، وهو العاشر بين أحد عشر طفلاً في عائلة فرينكز. جاء اسمه غير العادي من «نص ذهبي» عميق شاهدته والدته في عظة الأحد بالكنيسة قبل ولادته مباشرة.
انتقل فرينكز وهو في سن التاسعة إلى مدينة تابور بولاية كارولاينا الشمالية. كانت هذه المدينة الصغيرة بمثابة الموقع الرئيسي لطفولته. عمل مارك والده ميكانيكيًا للطواحين بينما كانت والدته تعمل مدبرة منزل لدى رئيس بلدية المدينة. بعد وقت قصير من الانتقال إلى مدينة تابور، توفي والده وتُركت والدته وحيدة لرعاية الأسرة الكبيرة. من هنا كان لإرادتها القوية وتصميمها تأثيرًا دائمًا على فرينكز خلال طفولته. علّمت أطفالها على السعي إلى التغيير بدل القناعة بالظروف الموجودة. هذه التربية وهذا التأثير سيوف يمهّدان لاحقًا لحياة فرينكز القائمة على المطالبة بالمساواة العرقية.
كانت فاني لويس شخصية رئيسية أخرى أثرت على طفولة فرينكز، وهي زوجة رئيس بلدية المدينة التي عملت والدته لديها. بعد خسارتها ابنها في سن مبكرة، أبدت لويس اهتمامًا خاصًا بفرينكز واعتبرته بمثابة ابنٍ لها.  أدخلت علاقتها بفرينكز إيه ضمن الدائرة الاجتماعية للبيض في مدينة تابور، ما عرّضه لأفكار نادرًا ما يختبرها الأطفال السود. خلال ذلك الوقت كان يمكن ملاحظة تطبيق ما يعرف بقوانين جيم كرو، وهي قوانين الفصل العنصري التي سُنت بعد فترة إعادة الإعمار، على نطاق واسع في الجنوب الأمريكي حيث كان الفصل العنصري هو السائد تحت خط ماسون ديكسون. بعد أن تعرّف على الثقافة العنصرية السائدة في الجنوب والمحاولات الحثيثة لإنهاء التمييز العنصري هناك وظهور قادة سود بارزين، طور فرينكز أفكارًا للتمرد ضد قوانين جيم كرو والتمييز العنصري في الجنوب في سنٍ مبكرة.

## حركة إدينتون والنشاط المبكر للمطالبة بالحقوق المدنية
عندما بلغ السادسة عشرة من عمره، غادر فرينكز بلدته ليصل، بعد رحلة قصيرة في مدينة إدينتون بولاية نورث كارولينا، إلى نورفولك – فيرجينيا وينضم مجندًا في القاعدة البحرية الأمريكية هناك. تعرف فرينكز عن الرابطة الوطنية لتقدم الأشخاص ذوي البشرة الملونة (NAACP) من خلال مجتمع السود النشط سياسيًا في نورفولك.
بعد عودته إلى إدينتون عام 1942، تزوج فرينكز من ميلدريد روث هولي وأنجب منها طفلة سموها جولدي فرينكز. بعد ولادتها بمدة قصيرة، خدم فرينكز لبعض الوقت رقيبًا أول في الجيش الأمريكي خلال الحرب العالمية الثانية. انتقل بعد الحرب إلى مقاطعة كولومبيا عام 1948 للبحث عن فرص عمل جديدة. كانت أول تجربة له مع نشاط المجتمع المدني في واشنطن في يناير من العام 1953. بينما كان يعمل في متجر وايلي للعقاقير، لاحظ حينها فرينكز أن صاحب العمل يرفض تقديم وجبة الغداء لمجموعة من المراهقين السود وقد أزعجه الظلم الذي شهده بشدّة فانضم لحملة مناهضة لهذا المتجر وداعية لمقاطعته دامت ستة أشهر.
لم يدم بقاؤه في واشنطن طويلًا، فعاد فرينكز إلى إدينتون حيث انخرط مع عائلته في فرع مقاطعة تشوان للرابطة الوطنية لتقدّم الأشخاص ذوي البشرة الملوّنة وشغل منصب سكرتير المركز. .استقال في 4 مارس 1960 من منصبه ليؤسس جمعيته الخاصة  مع بعض الشباب من مجلس اليافعين في الرابطة الوطنية مستغلًا خبرته التي اكتسبها في احتجاجات واشنطن طوال 6 أشهر. نظموا احتجاجات ضد مسرح المقاطعة مطالبين بإنهاء الفصل العنصري بين البيض والسود داخله وقد نجحت مساعيه، ما فرض اسمه على الساحة ناشطًا سياسيًا مدافعًا عن حقوق الإنسان متفوّقًا بذلك على الرابطة الوطنية لتمكين الأشخاص ذوي البشرة الملونة. بعد نجاحه هذا بدأ فرينكز حركة إدينتون التي وضعت تلك المدينة الصغيرة على الخريطة الوطنية لحقوق الإنسان، وقد نجحت تلك الحركة بإنهاء الفصل العنصري في العديد من المدارس العامة. 
في مقابلة أجرتها معه غولدي ويلز، استذكر فرينكز لحظات خاف فيها على حياته وسلامة عائلته، لكنه «استمر في الصلاة واستمر في المسيرة»، ما يدل على إصراره والتزامه بقضيته.

## مؤتمر القيادة المسيحية الجنوبية
عام 1962 ألقي القبض على فرينكز لأول مرة خلال مشاركته في مظاهرة نظمتها حركة إدينتون أمام مسرح، رفض حينها فرينكز إيقاف ما تعتبره الشرطة «اعتصامًا غير قانوني».  كانت هذه الحادثة الأولى في سلسلة من الاعتقالات السبعة والثمانين التي تعرض لها فرينكز خلال حياته الطويلة المليئة بالنضال. كان اعتقاله بداية علاقته بمؤتمر القيادة الجنوبي، وهو منظمة معروفة على الصعيد الوطني. دفع حينها المؤتمر الكفالة لإخراج المتظاهرين من السجن بعدما تخلت عنهم الرابطة الوطنية لتقدّم الأشخاص ذوي البشرة الملونة.
من خلال منصبه كسكرتير ميداني في مؤتمر القيادة المسيحية الجنوبية، عمل فرينكز عن كثب مع مارتن لوثر كينغ في العديد من المناسبات وكان ينظم باستمرار أنشطة للدفاع الحقوق المدنية. ساعدت علاقته بزعيم الحقوق المدنية والموقع الجديد في تأجيج نشاطه وأعطته الموارد اللازمة لبدء حملات في مسقط رأسه إدينتون وغيرها من المناطق الريفية في ولاية كارولينا الشمالية.

## حركة الحرية في ويليامستون
في صيف العام 1963، علم مارتن لوثر كينج أن القمامة لا تجمع عن الطرقات في أحياء السود في ويليامستون، وهي بلدة تقع على بعد 40 ميلًا جنوب إدينتون. ولأنه كان عليمًا بقدرات فرينكز وإلمامه بشرق ولاية كارولينا الشمالية، أرسله ليقود حملة المجتمع الأسود ضد هذا الظلم وغيره فيما بات يعرف بحركة الحرية في ويليامستون. في 30 يونيو 1963، قاد فرينكز مع سارة سمول (ناشطة محلية في مجال الحقوق المدنية) الاعتصام الأول أمام قاعة بلدية ويليامستون الذي استمر تسعة وعشرين يومًا متتاليًا.  عقد فرينكز اجتماعا مع قادة الحركات المحلية للدفاع عن الحقوق المدنية لمناقشة خططهم في ويليامستون وتركيز هجومهم على قوانين جيم كرو في المنطقة. خلال الاجتماع، جلس فرينكز قرب ممثل الرابطة الوطنية الذي تحدث عن الموضوع «بطريقة هادئة ومتزنة» وهي طريقة لم تثر الحاضرين. عندما حلّ دور فرينكز بالكلام، أظهر حماسة وشغفًا كبيرين، فوقف على الطاولات وصرخ بالجماهير قائلًا «هل تريدون حريتكم؟» وقد كان هذا الأسلوب هو السبب الرئيسي لالتفاف مجتمع السود حول حركة فرينكز ونجاحه بتحقيق أهدافها.

## نشاطاته التالية والجدل المقار حول شخصيته
بعد اغتيال مارتن لوثر كينغ عام 1968، زادت المسؤولية الملقاة على عاتق فرينكز، فقاد تظاهرتين ضخمتين حظيتا بتغطية وطنية تطالبان بدمج السود في المجتمع في منطقة هايد كاونتري ليحقق مبتغاه بعد عدة أشهر في نوفمبر من العام 1969. على الرغم من انتصاره هذا، إلا أن صورة فرينكز تعرضت لانتكاسة كبيرة عندما اتهمه حاكم ولاية كارولاينا الشمالية باختلاس أموال مخصصة للتظاهرات وحملات المقاطعة، ما جذب الانتباه بشكل سلبي له، خاصة أنه أوقف في 28 ديسمبر عام 1968 لأنه دفع مستحقات أحد الفنادق مستخدمًا شيكًا دون رصيد.
لم يقتصر نشاط فرينكز على المطالبة بحقوق السود المدنية فحسب، بل تعداها ليشمل حقوق القبائل الأمريكية الأصلية في الاعتراف بها كما حصل في إبريل من العام 1973، وبحقوق النساء خاصة عندما هب للدفاع عن جوان ليتل عام 1974. لم تمنع إنجازات فرينكز المشاكل عنه، فشخصيته كانت مثيرة للجدل وأسلوبه في النضال كان أكثر إثارة للجدل حتى بين سود البشرة الذين انقسموا في ما بينهم فاتهمه البعض بأنه هو سبب هذا الانقسام.

## وفاته
عندما تلقى مارتن لوثر كنغ جائزة نوبل للسلام في 10 ديسمبر 1964، ألمح إلى فرينكز خلال خطاب القبول قائلًا «أدين بنجاحي لكثير من الأشخاص، لأولئك القادة، المعروفين منهم وغير المعروفين».
توفي غولدن أسرو فرينكز يوم 19 يوليو 2004، في إدينتون، كارولاينا الشمالية، عن عمر يناهز 84 عامًا.  لم ينتهي تأثيره بمماته، فقد ألهم تفانيه مدى حياته لقضية الحقوق المدنية وإلغاء التمييز العنصري عددًا لا يحصى من النشطاء الآخرين للدفاع عن العدالة الاجتماعية والمساواة.